# Komitet na rzecz Międzynarodówki Robotniczej
Komitet na rzecz Międzynarodówki Robotniczej (ang. Committee for a Workers' International, CWI) – międzynarodowe trockistowskie stowarzyszenie polityczne grupujące obecnie 40 sekcji krajowych.

## Historia
Założyciele CWI wywodzili się z działającej w Wielkiej Brytanii trockistowskiej Tendencji Militant. Komitet został powołany do życia 20-21 kwietnia 1974 na kongresie założycielskim w Londynie przez brytyjskich działaczy Militant oraz przedstawicieli stowarzyszonych z Militant grup z Irlandii, Niemiec i Szwecji. Organizacja nie przyjęła nazwy Międzynarodówki, gdyż uznała, że jest zbyt mało liczna, by posługiwać się takim określeniem. Początkowo organizacje zrzeszone w CWI skupiały się na taktyce entryzmu w tradycyjnych partiach socjaldemokratycznych i komunistycznych, chociaż nie rezygnowały ze współpracy z innymi grupami lewicy radykalnej. Działacze CWI krytykowali przy tym IV Międzynarodówkę i grupy, jakie się z niej wyłoniły, uznając, że ich powojenne analizy polityczne były całkowicie błędne.
Na początku lat 90. doszło do konfliktu na tle dalszej strategii działania organizacji. Grupa na czele z Tedem Grantem uważała dotychczasową taktykę za dobrą i uważała, że mimo zmian geopolitycznych na świecie powinna być ona kontynuowana. Z kolei grupa skupiona wokół Petera Taaffe uznała, że tradycyjna socjaldemokracja nie odgrywa już żadnej postępowej roli w społeczeństwie i trockiści powinni odtąd działać wyłącznie samodzielnie. Ostatecznie większość poparła drugie stanowisko. Grant i jego zwolennicy uzyskali status wewnętrznej frakcji CWI, po czym zostali usunięci z organizacji pod zarzutem planowania w niej rozłamu. Grupa Granta, oskarżając Taaffego o sekciarstwo, założyła w kilka lat później Międzynarodową Tendencję Marksistowską.
Reprezentanci sekcji CWI porzucili taktykę entryzmu, startując w wyborach parlamentarnych i lokalnych pod własnym szyldem. Zasiadali lub zasiadają w lokalnych organach władzy w Wielkiej Brytanii, Holandii, Australii, Niemczech, Szwecji, Pakistanie i na Sri Lance. Posiadali również jednego przedstawiciela w parlamencie Irlandii oraz współtworzyli Szkocką Partię Socjalistyczną, którą jednak ostatecznie opuścili. W swoich działaniach orientują się głównie na robotników.
W 2017 r. partie, które odeszły z IMT w trakcie rozłamu z 2010 r. (sekcje: hiszpańska, wenezuelska i meksykańska) zjednoczyły się z CWI podczas kongresu zjednoczeniowego w Barcelonie.

## Sekcje i grupy sympatyzujące
| Sekcja                   | Nazwa                                                                                       | Tłumaczenie                                                  |
| ------------------------ | ------------------------------------------------------------------------------------------- | ------------------------------------------------------------ |
| Anglia i Walia           | Socialist Party                                                                             | Partia Socjalistyczna                                        |
| Australia                | Socialist Party                                                                             | Partia Socjalistyczna                                        |
| Austria                  | Sozialistische LinksPartei                                                                  | Socjalistyczna Partia Lewicy                                 |
| Belgia                   | Linkse Socialistische Partij - Parti Socialiste de Lutte                                    | Lewicowa Partia Socjalistyczna - Socjalistyczna Partia Walki |
| Brazylia                 | Liberdade, Socialismo e Revolução                                                           | Wolność, Socjalizm i Rewolucja                               |
| Chile                    | Socialismo Revolucionario                                                                   | Socjalizm Rewolucyjny                                        |
| Chiny                    | 中国劳工论坛 Zhongguo Laogong Luntan                                                        | Pracownik Chiny                                              |
| Cypr                     | Νέα Διεθνιστική Αριστερά Nea Diethnistike Aristera                                          | Nowa Lewica Internacjonalistyczna                            |
| Czechy                   | Socialistická Alternativa Budoucnost                                                        | Socjalistyczna Alternatywa Przyszłość                        |
| Finlandia                | Sosialistinen Vaihtoehto                                                                    | Alternatywa Socjalistyczna                                   |
| Francja                  | Gauche révolutionnaire                                                                      | Rewolucyjna Lewica                                           |
| Grecja                   | Ξεκίνημα Xekinima                                                                           | Początek                                                     |
| Hiszpania                | Izquierda Revolucionaria                                                                    | Rewolucyjna Lewica                                           |
| Holandia                 | Socialistisch Alternatief                                                                   | Alternatywa Socjalistyczna                                   |
| Hongkong                 | 社會主義行動 Sekuizyuji Haangdung                                                           | Akcja Socjalistyczna                                         |
| Indie                    | New Socialist Alternative                                                                   | Nowa Alternatywa Socjalistyczna                              |
| Irlandia                 | Socialist Party / Páirtí Sóisialach                                                         | Partia Socjalistyczna                                        |
| Izrael i Palestyna       | حركة النضال الاشتراكي / מאבק סוציאליסטי Ma'avak Sotzialisti / Harakah al-Nidal al-Ashteraki | Walka Socjalistyczna                                         |
| Japonia                  | 国際連帯 Kokusai Rentai                                                                     | Międzynarodowa Solidarność                                   |
| Kanada                   | Socialist Alternative                                                                       | Alternatywa Socjalistyczna                                   |
| Liban                    | اللجنة لأممية العمال - لبنان al-Lajnah Lammyah al-Amal – Lubnan                             | KMR Liban                                                    |
| Malezja                  | CWI Malaysia                                                                                | KMR Malezja                                                  |
| Meksyk                   | Izquierda Revolucionaria                                                                    | Rewolucyjna Lewica                                           |
| Niemcy                   | Sozialistische Alternative                                                                  | Alternatywa Socjalistyczna                                   |
| Nigeria                  | Democratic Socialist Movement                                                               | Demokratyczny Ruch Socjalistyczny                            |
| Pakistan                 | Socialist Movement (Sindh)                                                                  | Ruch Socjalistyczny (Sindh)                                  |
| Polska                   | Alternatywa Socjalistyczna                                                                  |                                                              |
| Portugalia               | Socialismo Revolucionário                                                                   | Socjalizm Rewolucyjny                                        |
| Quebec                   | Alternative socialiste                                                                      | Alternatywa Socjalistyczna                                   |
| Południowa Afryka        | Workers and Socialist Party                                                                 | Partia Robotnicza i Socjalistyczna                           |
| Rosja                    | Социалистическая Альтернатива Socjalisticzeskaja Alternatiwa                                | Alternatywa Socjalistyczna                                   |
| Rumunia                  | Mâna de Lucru                                                                               | Ręka Pracy                                                   |
| Stany Zjednoczone        | Socialist Alternative                                                                       | Alternatywa Socjalistyczna                                   |
| Sri Lanka                | එක්සත් සමාජවාදි පකෂය / ஐக்கிய சோசலிச கட்சி Eksath Samajavadi Pakshaya / Aikkiy Cōcalic Kaṭci           | Zjednoczona Partia Socjalistyczna                            |
| Sudan                    | CWI Sudan                                                                                   | KMR Sudan                                                    |
| Szkocja                  | Socialist Party Scotland                                                                    | Partia Socjalistyczna Szkocja                                |
| Szwecja                  | Rättvisepartiet Socialisterna                                                               | Socjalistyczna Partia Sprawiedliwości                        |
| Tajwan                   | 國際社會主義前進 Guójì Shèhuì Zhǔyì Qiánjìn                                                 | Międzynarodowy Socjalistyczny Naprzód                        |
| Tunezja                  | البديل الاشتراكي al-Badil al-Ishtiraki                                                      | Alternatywa Socjalistyczna                                   |
| Turcja                   | Sosyalist Alternatif                                                                        | Alternatywa Socjalistyczna                                   |
| Wenezuela                | Izquierda Revolucionaria                                                                    | Rewolucyjna Lewica                                           |
| Włochy                   | Resistenze Internazionali                                                                   | Międzynarodowy Opór                                          |
| Wybrzeże Kości Słoniowej | Militant Côte d'Ivoire                                                                      | Militant Wybrzeża Kości Słoniowej                            |